# Inazō Nitobe
Inazō Nitobe (jap. 新渡戸 稲造 Nitobe Inazō; ur. 1 września 1862 w Morioce, zm. 15 października 1933 w Victorii) – japoński ekonomista, autor, nauczyciel, dyplomata i polityk okresów Meiji, Taishō i początków Shōwa.
W kulturze zachodnioeuropejskiej Nitobe jest prawdopodobnie najbardziej znany ze swojej książki pt.: Bushido: The Soul of Japan, wydanej w 1900 roku. Była ona jedną z pierwszych prac poświęconych zasadom etycznym samurajów i została pierwotnie napisana w języku angielskim, a dopiero później przetłumaczona na japoński.